# Filadelfia (Paraguay)
Filadelfia è una città del Paraguay, capoluogo del dipartimento di Boquerón; la città dista circa 450 km dalla capitale del paese, Asunción, e si trova nella zona desertica del Gran Chaco.

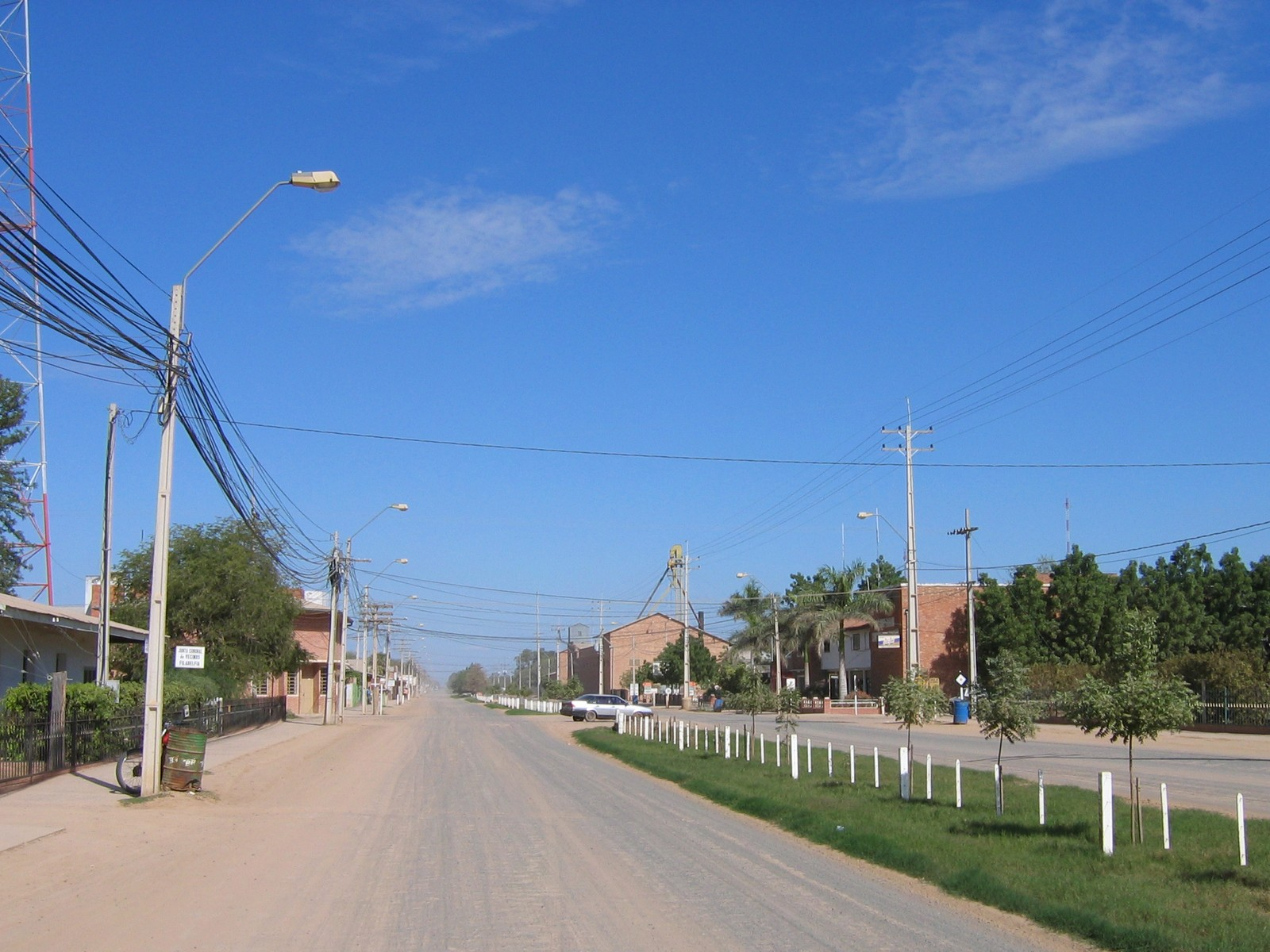
Strada principale di Filadelfia

## Popolazione
Al censimento del 2002 Filadelfia faceva parte del distretto di Mariscal José Félix Estigarribia . La stima della popolazione per l'intero distretto, secondo le stime del Ministerio de Hacienda (Ministero dell'Economia) è di 13.500 abitanti. Nel territorio del distretto sono presenti 7 etnie e 10 lingue diverse.

## Storia
La città fu fondata alla fine degli anni trenta da coloni mennoniti russi dall'URSS e ne costituiscono ancora oggi la maggioranza della popolazione. Il distretto di Filadelfia è stato creato il 9 maggio 2006 con legge n° 2.926.

## Economia
La risorsa principale nella città e nel distretto è l'allevamento bovino finalizzato alla produzione di latte e carne, che vengono esportate anche al di fuori del paese.